# Ḥurrās al-Arz
De Ḥurrās al-Arz (Arabisch: حراس الأرز, Nederlands: Voogden van de Ceders) is een nationalistische Libanese partij en een voormalige militie in Libanon. De organisatie werd in de jaren zeventig gesticht door Etienne Sakr (ook wel bekend als Abu Arz, "Vader van de Ceders") en andere leden van de Libanese Vernieuwingspartij. De organisatie nam deel aan de Libanese Burgeroorlog met het motto "Libanon, tot uw dienst".

## Ontstaan
Ḥurrās al-Arz begon als militie in de jaren voorafgaand aan de Libanese burgeroorlog en was militair actief sinds 1975. In september 1975 kwamen zij met Communiqué No. 1, waarin het opdelen van Libanon sterk werd veroordeeld. Communiqué No. 2 richtte zich tot de Palestijnen die al sinds 1948 in Libanon aanwezig waren maar sinds Zwarte September langzaam de macht in Zuid-Libanon overnamen, wat een ware nachtmerrie was voor de plaatselijke bevolking. Communiqué No. 3 was tekenend voor de ideologie van Ḥurrās al-Arz: Libanon moest afstand nemen van het (pan)arabisme en bewust worden van haar eigen identiteit. Met graffiti in Oost-Beiroet verspreidden zij hun boodschap, deze waren gericht tegen Syrië en het "Palestijnse verzet" (PLO-acties tegen Israël en Libanezen). Sommige van deze slogans waren bijzonder gewelddadig zoals "ﻋﻠﻰ ﻜﻝ ﻠﺒﻨﺎﻨﻲ ﺍﻥ ﻴﻘﺘﻝ ﻓﻠﺴﻁﻴﻨﻴﺎﹰ": "Het is de plicht van iedere Libanees om een Palestijn te vermoorden".
In 1976 sloten zij zich aan bij een coalitie van voornamelijk christelijke milities.

### Jaren 70
De partij werd gesticht door rechtse activisten die tegen de Palestijnse aanwezigheid in Libanon waren. Onder deze Palestijnen bevonden zich ook vele militanten van de PLO. De aanwezigheid van de PLO zorgde voor veel spanning tussen Palestijnen en de autochtone Libanese bevolking, en wordt door velen gezien als een oorzaak van de Libanese burgeroorlog die in 1975 begon.
In maart 1976 zochten zij de confrontatie op met Palestijnse en linkse strijders in West-Beiroet. Een andere eenheid was actief in Zaarour boven de weg naar Zahle om de Falangisten te ondersteunen. In april hielden zij ten zuiden van Beiroet stand tegen een coalitie van milities bestaande uit Palestijnen, de PSP, en de SSNP.
In de zomer van 1976 waren zij een van de eerste milities om Tel al-Zaatar aan te vallen, waardoor de Palestijnse grip op de Libanese bevolking kromp. 
Tijdens dit gevecht leidde Etienne Sakr een eenheid naar Chekka om christelijke burgers te helpen die door linkse Palestijnen aangevallen werden, met succes werden de Palestijnen teruggeslagen.
Samen met andere christelijke milities vielen zij het Koura district in Noord-Libanon binnen en bereikten zo Tripoli, om christelijke burgers te beschermen die daar door de gevechten in het nauw zaten. In 1978 namen zij deel aan kleinschalige aanvallen op het Syrische leger in Beiroet en later ook in 1981 tijdens het gevecht om Zahle. Dit gebeurde nadat Syrië haar steun aan christelijke milities opgaf omdat Egypte en Israël toenadering zochten: en Israël stond ook sympathiek tegenover het Libanese Front.
Sommige militieleden zouden als bijzonder wreed bekendstaan. Militieleden sleepten de lijken van Palestijnse gevangen achter auto's en dumpten hun lichamen in een leegstaande rivier. Etienne Sakr zou zelf gezegd hebben: "Wanneer je sympathie voelt voor Palestijnse vrouwen en kinderen wees er dan bewust van dat zij communisten zijn, en meer communisten zullen baren." De jarenlange misdaden op de Libanese bevolking door Palestijnse militanten in voornamelijk Zuid-Libanon zorgde er onder andere voor dat het menselijk beeld bij beide partijen compleet verloren ging.

### Jaren 80
In 1985 vochten zij hevig tegen verscheidene milities in en rondom Kfar-Fallus en Jezzine. Hierdoor werd duizenden christenen in Zuid-Libanon een verschrikkelijk lot bespaard.
Na 1985 en tot aan 2000 vonden de meeste gevechten in Libanon plaats in het zuiden, waar het Israëlische leger aanwezig was en het Zuid-Libanese Leger van Saad Haddad en later Antoine Lahad. Die laatste had nauwe banden met de Ahrar Partij. De Hurrās al-Arz en andere milities sloten zich doorgaans aan bij de Zuid-Libanon Oorlog, zij behielden hun ideologie terwijl zij nieuwe militaire tactieken aannamen.

## Politieke standpunten
De Hurrās al-Arz had de volgende kernpunten:
- Libanon is een land van de oudheid met een unieke etniciteit
- de huidige Libanezen stammen af van de Feniciërs en niet van Arabieren
- Libanon is een bakermat van de westerse beschaving

De Hurrās al-Arz legde veel nadruk op de niet-Arabische identiteit van Libanon. Libanon moest "gede-arabiseerd" worden. Ook werd onderscheid gemaakt tussen het Standaardarabisch en het Libanees, zoals de beroemde dichter en ideoloog Said Akl dat zag. Zij waren buitengewoon vijandig tegen het panarabisme. Dit zou een reden kunnen zijn dat zij als politieke partij niet groot werden en ook niet geaccepteerd werden door zelfs felle Maronitische ideologen.
Etienne Sakr had zelf gevochten tegen pan-Arabische strijdkrachten tijdens de Libanon crisis in 1958.
Aangezien Palestijnen zeer betrokken deelnemers waren in de Libanese Burgeroorlog besloot de Hurrās al-Arz banden te leggen met het Israëlische leger. Sommige aanhangers zeggen dat deze samenwerking pure noodzaak was, geen ideologische overeenkomst. Anderen zeggen juist dat de samenwerking bestond omdat beide partijen hiervan de vruchten konden plukken. Andere milities zoals de Falangisten, de Ahrar Partij en de Tijgers Militie onderhielden ook min of meer (geheime) banden met Israël. Sakr zei hier later op: "Libanons kracht ligt in Israëls kracht, en Libanons zwakte ligt in Israëls zwakte." Israël werd als de beste vriend gezien in de strijd tegen het oprukkende panarabisme.
Omdat zij zulke nauwe banden met Israël onderhielden, speelde dit een grote rol in het verbieden van de partij. Veel van haar leden vluchtten naar Israël. Etienne Sakr heeft toegegeven dat Israël zijn organisatie steun gaf al voor dat de burgeroorlog begon. Sakr wordt nu net als Antoine Lahad als een verrader gezien. Beiden leven onder bescherming van de Mossad.

## Libanese Vernieuwingspartij
De Libanese Vernieuwingspartij is een in 1972 opgerichte verboden politieke partij in Libanon. Het was de politieke arm van de Hurrās al-Arz. Volgens tegenstanders was deze partij "rechts" en "extremistisch" terwijl aanhangers de partij juist beschrijven als "patriottistisch" en "nationalistisch". Haar leden waren bijna alleen maar christenen, maar de partij zelf was seculier. Leider van de partij was haar oprichter Etienne Sakr.

## Al-Jabhat li-Hurras el-Arz
De Al-Jabhat li-Hurras el-Arz, ook wel bekend bij haar Arabische afkorting JIHA, was een voornamelijk christelijke, rechtse groepering, die in 1974 ontstond. Het ging hier waarschijnlijk om een afsplitsing van de Hurrās al-Arz. Aan de door hun gesigneerde graffiti is af te lezen dat zij dezelfde ideologie eropna hielden als de Hurrās al-Arz. Er is niet veel bekend over deze beweging. Naar schatting had zij zo'n honderd leden die voornamelijk in Oost-Beiroet actief waren tussen 1975 en 1977. Daarna is er niets meer van hen gehoord. Er wordt aangenomen dat zij zich in 1977 weer aansloten bij de Hurrās al-Arz of bij Forces Libanaises van wijlen Bashir Gemayel.

## Houding tegenover de Palestijnen
In een interview met de Jerusalem Post op 23 juli 1982 beschreef Etienne Sakr de houding van zijn organisatie tegenover de Palestijnen als volgt: "Het zijn de Palestijnen waar wij wat aan moeten doen. Tien jaar geleden waren er hier 84 duizend; nu zijn er tussen de 600 en 700 duizend. Binnen zes jaar zullen er twee miljoen zijn. Wij mogen het hier niet op laten aankomen." Zijn oplossing: "Heel simpel. Wij zullen hen verdrijven naar hun vriend Syrië... Ieder die terugkijkt, stopt of terugkomt zal meteen neergeschoten worden. Wij hebben het morele recht, versterkt door goed georganiseerde public relations, plannen en politieke voorbereidingen."
Een van hun slogans tijdens de burgeroorlog was: "Het is de plicht van iedere Libanees om een Palestijn te schieten."

## Einde van de militie
In 1989 vocht de militie samen met het Libanese leger tegen Syrië om de regering van Michel Aoun te steunen. Tijdens Saddam Hoesseins bezetting van Koeweit zei de militie dat het "panarabisme de onbetwiste leugen van de 20e eeuw" is. De militie riep het Libanese volk op samen met Michel Aoun te strijden tegen Syrië en eiste dat Libanon uit de Arabische Liga zou gaan.
Toen de Libanese burgeroorlog in 1990 aan haar einde kwam, verzwakten de politieke veranderingen in het land de rechtse groeperingen. In oktober 1990 werd de minister-president Michel Aoun afgezet en gaf de Libanese regering toe aan de eisen van Syrië. Het gevolg was een militaire bezetting van Libanon door Syrië die tot 2005 duurde.
De militie van Samir Geagea nam Etienne Sakr gevangen omdat hij Michel Aoun gesteund had. Hij liep hier zelf verwondingen bij op. Hij werd gedwongen onderdak te zoeken in Jezzine en verliet Libanon uiteindelijk voor Europa nadat Israël zich teruggetrokken had uit Zuid-Libanon. Sommige leden worden door de Libanese regering nog steeds verdacht van oorlogsmisdaden.
Vanaf 1990 tot aan de Israëlische terugtrekking uit Zuid-Libanon in 2000 sloot de Hurrās al-Arz zich aan bij het Zuid-Libanon Leger. Daarna zijn zij gestopt met alle militaire activiteiten en voerden zij actief campagne tegen de Syrische bezetting van Libanon.
Vandaag de dag is de nieuwe Hurrās al-Arz een legale politieke partij, de term Harakat al-Qawmiyya al-Lubnaniyya (Libanese Nationalistische Beweging) werd later aan haar naam toegevoegd.

## Notities
1. ↑  CHAKHTOURA Maria, La guerre des graffiti, Beyrouth, Éditions Dar an-Nahar, 2005, p. 121.
2. ↑  Etienne Saqr, "The Ideology of the Guardians of the Cedars" (Lebanon 1977) originele titel: من عقيدة حراس الأرز
3. ↑  فضل شرورو "الأحزاب و التنظيمات و القوى في لبنان 1930-1980" بيروت 1981
4. ↑  Micheal Kuderna, "Christliche gruppen im Libanon (Wiesbaden 1983)
5. ↑  Fisk, Pity the Nation, p. 85
6. ↑  Naharnet Newsdesk - Guardians of Cedars Party Protests Arrests, Clarifies Stance on Palestinians